# Equivalentie (categorietheorie)
In de categorietheorie, een abstract deelgebied van de wiskunde, is een equivalentie van categorieën een relatie tussen twee categorieën, die vaststelt dat deze categorieën isomorf zijn. Er zijn talrijke voorbeelden van categoriale equivalenties uit veel gebieden van de wiskunde. Het vaststellen van een equivalentie betekent dat er sterke gelijkenissen tussen de betrokken categorieën zijn.